# Martha McCabe

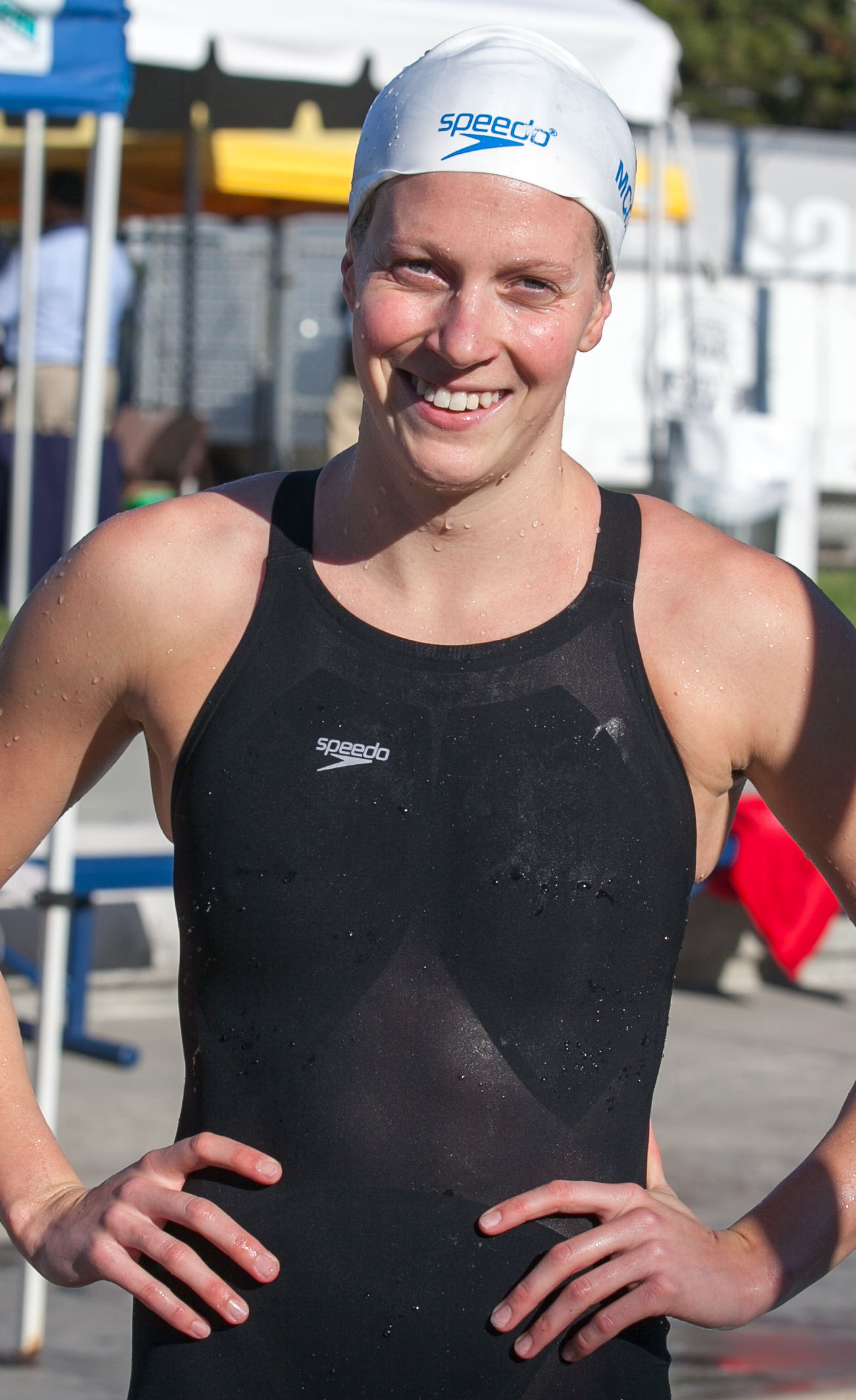
Martha McCabe 2016 in Santa Clara

Martha McCabe (* 4. August 1989 in Toronto, Ontario) ist eine ehemalige kanadische Schwimmerin. Sie gewann bei Weltmeisterschaften eine Bronzemedaille. Hinzu kam eine Silbermedaille bei Panamerikanischen Spielen.

## Sportliche Karriere
Die 1,68 Meter große Martha McCabe studierte an der University of British Columbia und schwamm für die Pacific Dolphins in Vancouver.
Bei den Weltmeisterschaften 2009 in Rom belegte McCabe den siebten Platz über 200 Meter Brust. Sie hatte rund anderthalb Sekunden Rückstand auf ihre Landsfrau Annamay Pierse, die die Silbermedaille gewann. Ein Jahr später verfehlte McCabe bei den Pan Pacific Championships 2010 als Zehnte den Endlauf über 200 Meter Brust. Im Oktober 2010 bei den Commonwealth Games in Neu-Delhi siegten drei Australierinnen über 200 Meter Brust. Eine halbe Sekunde hinter der Drittplatzierten schlug McCabe als Vierte an, Pierse wurde Fünfte. Über 100 Meter Brust wurde Pierse ebenfalls Fünfte, McCabe erreichte das Ziel als Sechste. Ende 2010 bei den Kurzbahnweltmeisterschaften in Dubai wurde McCabe Sechste mit der 4-mal-100-Meter-Lagenstaffel. Nachdem sie über 100 Meter Brust im Halbfinale ausgeschieden war, erreichte sie den Endlauf über 200 Meter Brust und belegte den fünften Platz.
Bei den Weltmeisterschaften 2011 in Shanghai schwamm McCabe über 200 Meter Brust die achtbeste Vorlaufzeit und war die Sechstschnellste im Halbfinale. Im Endlauf siegte Rebecca Soni aus den Vereinigten Staaten vor Julija Jefimowa. Zweieinhalb Sekunden hinter der Russin schlug McCabe als Dritte an und hatte 0,28 Sekunden Vorsprung vor der viertplatzierten Chinesin Sun Ye. Im Jahr darauf bei den Olympischen Spielen in London erreichte McCabe die siebtbeste Halbfinalzeit über 200 Meter Brust. Im Finale wurde sie Fünfte mit über zwei Sekunden Rückstand auf die Medaillenränge. Ende des Jahres bei den Kurzbahnweltmeisterschaften in Istanbul wurde McCabe Sechste über 200 Meter Brust.
In Barcelona bei den Weltmeisterschaften 2013 erreichte McCabe als Achte des Halbfinales gerade noch den Endlauf und belegte den achten Platz. Die 4-mal-100-Meter-Lagenstaffel mit Hilary Caldwell, Martha McCabe, Katerine Savard und Chantal van Landeghem schlug als Siebte an. 2014 belegte Martha McCabe über 200 Meter Brust den sechsten Platz bei den Commonwealth Games in Glasgow. Einen Monat später erreichte McCabe bei den Pan Pacific Championships sowohl über 100 Meter Brust als auch über 200 Meter Brust den Endlauf und wurde jeweils Achte. Ende des Jahres schlug McCabe bei den Kurzbahnweltmeisterschaften in Doha über 200 Meter Brust als Siebte an.
Im Juli 2015 bei den Panamerikanischen Spielen in Toronto gewann Kierra Smith über 200 Meter Brust mit 0,13 Sekunden Vorsprung vor Martha McCabe. Hinter den beiden Kanadierinnen lag die drittplatzierte Annie Lazor aus den Vereinigten Staaten 1,7 Sekunden zurück. Drei Wochen später bei den Weltmeisterschaften in Kasan schied McCabe über 200 Meter Brust mit der 21. Vorlaufzeit aus. Bei den Olympischen Spielen 2016 in Rio de Janeiro schwamm Martha McCabe zum Abschluss ihrer Karriere die 23. Vorlaufzeit über 200 Meter Brust.
Martha McCabe ist die Cousine des Ruderers Conlin McCabe.